# Жажкова Валентина Григорівна
Валентина Григорівна Жажкова — (до шлюбу Евтушенко; 17 лютого 1921, Охтирка — 5 серпня 2010)  – живописець, членкиня Національної спілки майстрів народного мистецтва України (1997), членкиня обласного творчого об’єднання «Прибужжя».

## Біографія
Валентина Жажкова народилася 17 лютого 1921 року в м.Охтирка Сумської області. Малювати почала ще з дитинства. Мистецтву навчалася самостійно. В 1953 році закінчила Вищі курси іноземних мов у Москві. З 1957-го по 1978-го року працювала продавцем у Миколаївському художньому салоні. 

Похована на Мішковському кладовищі м.Миколаїв.

## Творчість
Валентина Григорівна брала участь у багатьох обласних та всеукраїнських мистецьких виставках. Перша виставка відбулась в 1959 році. 

Персональні виставки в м. Миколаєві (1976-1977, 1979, 1981, 1984, 1987-1989 рр.)

Особливе місце в творчості посідає натюрморт у традиціях українського наївного живопису – «Хохлома», «Гуцульський мотив», «Косівська кераміка», «Натюрморт в золотисто-коричневій гамі». Створювала пейзажі – «На баштані», «Хатина», «Сині коні на червоній хатині», «Тиша». 

Окремі роботи зберігаються у художніх і краєзнавчих музеях м.Миколаєва.
```
"В роботах Валентини Григорівни відкриваються радісний і прекрасний світ, він робить нас добрішими і людянішими" - Юрій Агєєв про виставку Валентини Жажкової.
```

Основні роботи майстрині:
- 1987 «Старе подвір’я»;
- 1989 – «Хліб наш насущний»;
- 1989 – «Моя бабуся»

## Премії, відзнаки
- 1987 — Лауреаткою 2-го всесоюзного фестивалю народної творчості;
- 1994 — Лауреатка Миколаївської обласної премії імені Миколи Аркаса.